# 6-O-ميثيل غوانين
6-O-ميثيل غوانين (بالإنجليزية: 6-O-Methylguanine)‏ هي مشتق لقاعدة الغوانين ترتبط فيها مجموعة المثيل بذرة الأكسجين. تترابط مع الثايمين بدل السايتوسين مسببة انتقال C:G إلى T:A في الدنا.

## تشكل
يتشكل الـ6-O-ميثيل غوانين في الدنا عبر ألكلة ذرة أكسجين الغوانين، في الغالب بواسطة مركبات N-نيتروزو (NOC)  وأحيانا بواسطة المثيلة عن طريق مركبات مثل S-أدينوزيل مثيونين المنشئ داخليا . NOC هي عوامل ألكلة تشكلت بتفاعل النتريت أو أكاسيد نيتروجين أخرى مع أمينات ثانوية وجزيئات N-ألكيل أميد، وينتج جزيئات N-ألكيل نتروزامين وجزيئات N-ألكيل نتروزاميد.
تتواجد مركبات الـN-نيتروزو في بعض الأكلات (لحم، نقانق، جبن) ودخان التبخ، وتتشكل في السبيل الهضمي خاصة بعد استهلاك اللحم. بالإضافة إلى ذلك، وُجد أن مستويات أحادي النتريت المنشأة داخليا تتعزز تحت ظروف الالتهاب وهو أمر قد  يفيد تشكل مركبات الـN-نيتروزو في الأمعاء الغليظة.

## الترميم والسرطنة
يتم ترميم الـ6-O-ميثيل غوانين في الدنا أساسا بواسطة ناقلة ميثيل 6-O-ميثيل غوانين (نممغ) (MGMT)، الانخفاضات التخليقية في التعبير عن (MGMT) هو أحد عيوب ترميم الدنا المتكررة المرتبطة بالتسرطن  (انظر أيضا تعبير (نممغ) في السرطان).

## تطفيرية
لخص ياروش سنة 1985 العمل الأولي الذي أقر 6-O-ميثيل غوانين كقاعدة مؤلكلة في الدنا اعتُبِرت أكبر مطفر  ومسبب للسرطان. في سنة 1994 أظهر رازولي نيا إي أل أنه تحدث طفرة في كل 8 جزيئات 6-O-ميثيل غوانين غير مرممة في الدنا. يحدث خطأ في ارتباط 6-O-ميثيل غوانين مرة كل ثلاث مرات أثناء التضاعف ما يؤدي إلى استخدام ودمج الثايمدين أحادي الفوسفات بدل السايتيدين منقوص الأكسجين أحادي الفسفات. ومنه فإن الجزيء قاعدة مطفرة، لكن تطفيرية قاعدة معينة من 6-O-ميثيل غوانين تعتمد على التسلسل المتواجدة فيه.

## تأثيرات أخرى
يمكن للـ6-O-ميثيل غوانين غير المُرمَّم أن يقود كذلك إلى توقف دورة الخلية، تبادل شقي الصبغي المتآخيان أو الاستماتة. سبب هذه التأثيرات هو التفاعل بين مسار ترميم الدنا عديم التوافق والـ6-O-ميثيل غوانين، ويعتمد كذلك على تأشير تفعيل الشبكة، التي تقودها فسفرة مسبقة لـCHK1 ،H2AX ،ATM وp53.